# Słowianie połabscy

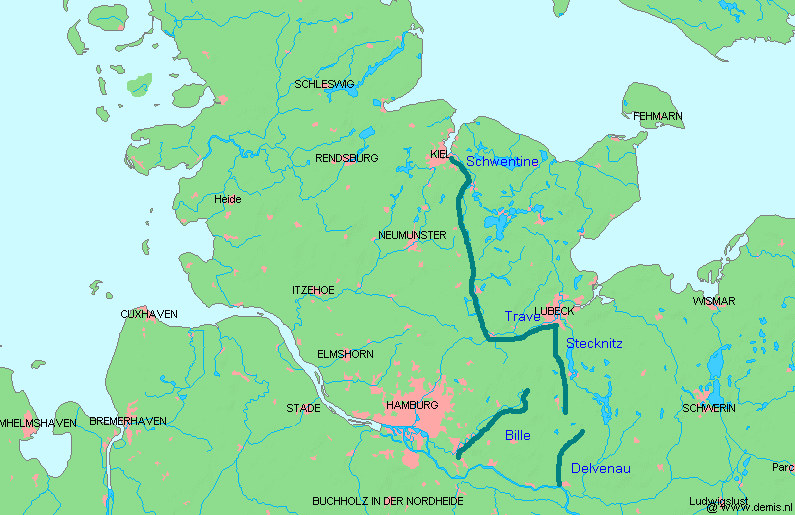
Fragment Limes Saxoniae granicy między Sasami oraz Słowianami z plemienia Obodrzytów ustanowiona ok. 810 r. na terenie obecnego landu Szlezwik-Holsztyn

Słowianie połabscy, Połabianie – jedna z grup Słowian wchodząca w skład plemion zachodniosłowiańskich z grupy plemion lechickich, zamieszkujące od VI wieku ziemie między Morzem Bałtyckim, Łabą, Hawelą i Odrą. Od wschodu graniczyli z Lubuszanami i Pomorzanami, od zachodu przez Limes Sorabicus oraz Limes Saxoniae z Sasami i Turyngami, od południa zaś z plemionami czeskimi.

## Historia

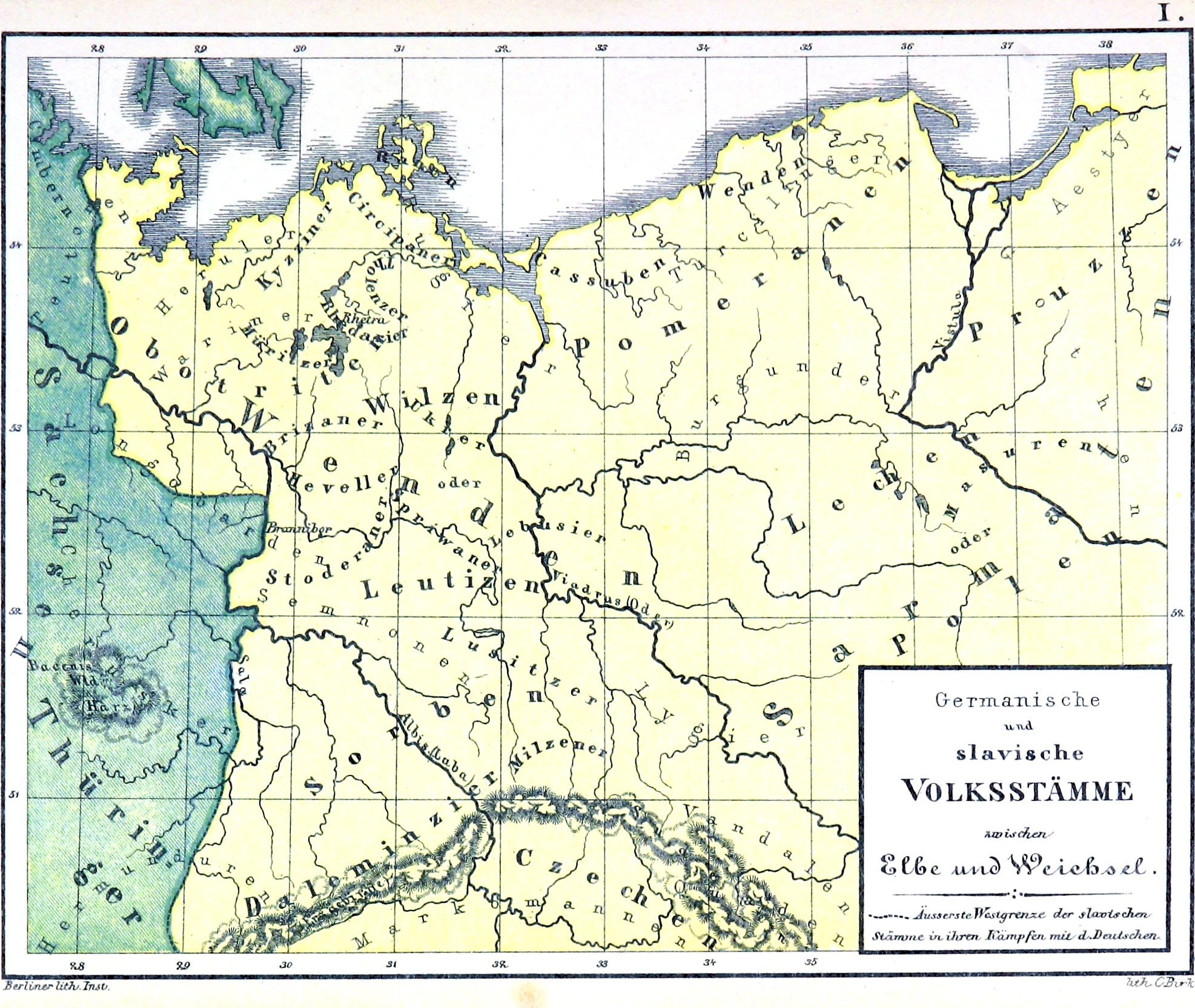
Tereny zamieszkane przez Słowian we wczesnym średniowieczu na niemieckiej mapie ukazującej przebieg Limes Sorabicus – granicy między Germanami a Słowianami.

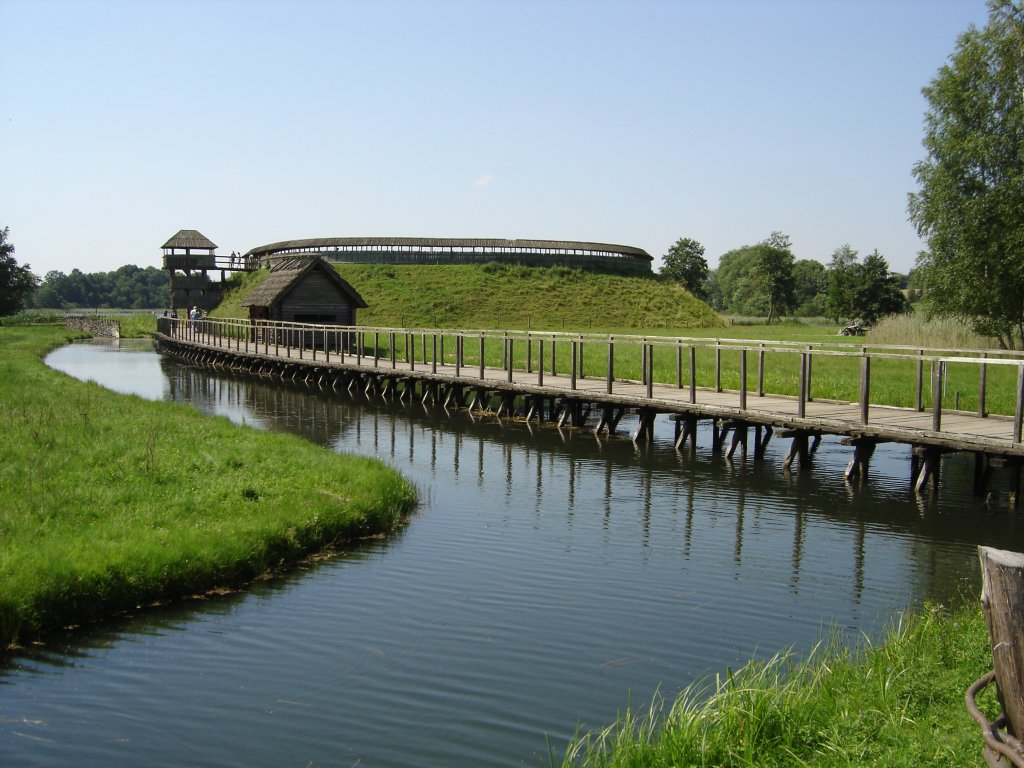
Rekonstrukcja słowiańskiego grodu w Meklemburgii – Groß Raden

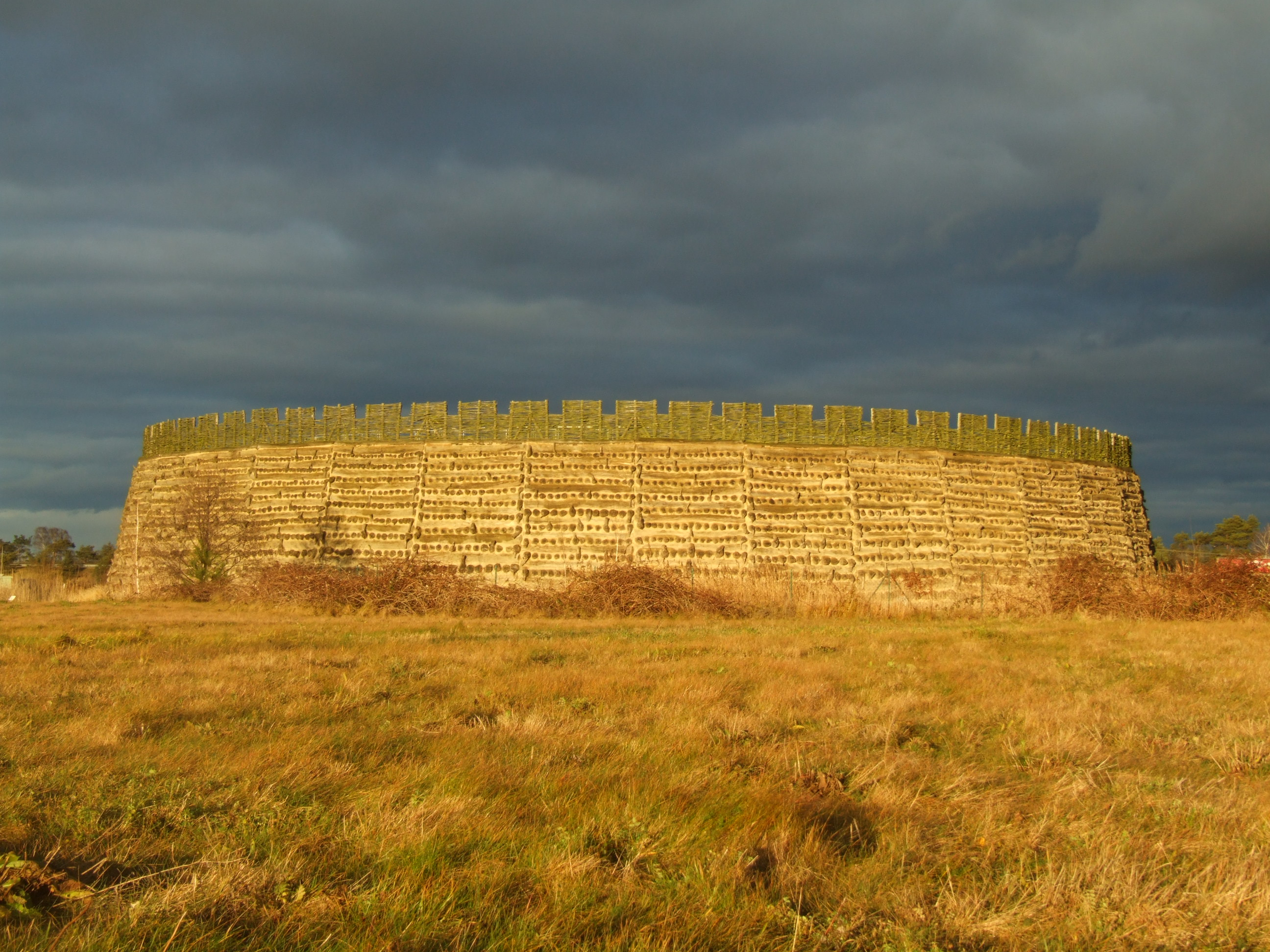
Rekonstrukcja słowiańskiego grodu na Łużycach – Radusz

Jedną z kultur archeologicznych wiązanych ze Słowianami połabskimi jest kultura Sukow-Dziedzice (rozszerzająca swoje wpływy za Odrę). Inne to tornowska i feldberska.
Słowianie połabscy zamieszkiwali tereny między Morzem Bałtyckim, Łabą, Hawelą i Odrą od VI wieku. We wczesnym średniowieczu stali się celem ekspansji Karola Wielkiego, a później najazdów Sasów. Obodrzyce i Wieleci w VII wieku dostali się pod wpływy państwa Franków. Wyzwolili się z nich w 983 po zdobyciu m.in. Hobolina i Hamburga. Powstanie zakończyła nierozstrzygnięta bitwa pod Białoziemiem, między Tangerą a Muldą – dopływami Łaby.
Dokument cesarza Ludwika Pobożnego napisany do biskupa Würzburga w latach 826-830, który odwołuje się do wydarzeń z czasów Karola Wielkiego, wspomina dwa słowiańskie plemiona "Moinvinidi i Radanzvinidi" mieszkające między rzeką Men i Radencą. W dokumencie tym cesarz zaleca ochrzczenie Słowian należących do tych plemion i zbudowanie dla nich kościoła na terenie diecezji würzburskiej.
W 937 roku Otton I Wielki utworzył na południowo-wschodnich rubieżach Saksonii Marchię Wschodnią zwaną też "Marchią Saską", obejmującą terytorium od gór Harz po rzeki Soławę i Muldę. Celem ustanowienia tej marchii był podbój graniczących z nią ziem zamieszkałych przez Słowian połabskich.
W latach 955–957 przez Połabie przetoczyła się fala powstań słowiańskich przeciwko dominacji niemieckiej. Powstanie objęło także północnych Wieletów i Obodrzyców. Pomimo trudności z powodu braku poparcia działań królewskich przez opozycję, powstanie zostało spacyfikowane. Najdłużej opierali się Wieleci, pokonani w 957 roku. Władza niemiecka na terytoriach Słowian połabskich umocniła się, czego wyrazem było powołanie w Brennie i Hobolinie biskupstw.
Po zajęciu Łużyc w 963 roku marchia ta graniczyła bezpośrednio z państwem polskim Mieszka. Jej władcą był margrabia Gero (zm. 965). Po jego śmierci, w roku 966, cesarz Otton podzielił marchię na 6 części.
W roku 1108 biskupi niemieccy ogłosili manifest nawołujący do ekspansji na ziemie Słowian połabskich. W XII wieku (wyprawa z 1147) miała miejsce tzw. krucjata połabska – zbrojna wyprawa wojenna zorganizowana z upoważnienia papieża Eugeniusza III. Feudałowie niemieccy zaatakowali pogańskie plemiona Słowian połabskich. W wyniku licznych wypraw krzyżowych, w których brali udział także schrystianizowani wcześniej władcy polscy, wiele z tych plemion zostało ujarzmionych. Najdłużej (do pocz. XVIII wieku) ich język i obyczaje zachowały się na zachód od dolnej Łaby, gdzie mieszkali potomkowie Drzewian. Jedynym władcą słowiańskim, który oparł się chrystianizacji i odparł krucjatę był książę Niklot.
Na podbitych terenach Niemcy rozpoczęli we wczesnym średniowieczu tzw. Ostsiedlung proces osiedleńczy na wschód od rzeki Łaby i Soławy oraz wzmożoną germanizację ludności słowiańskiej w wyniku czego do dziś na tych terenach dawniej zamieszkanych przez Słowian połabskich obecnie zachowała się jedynie 60 tys. populacja Serbów łużyckich.

## Podział plemion połabskich

Marchia Wschodnia (Marchia Saska;  ok. 1000 roku) i jej podział na 6 części. Plemiona słowiańskie zaznaczone czerwoną kursywą.
Najważniejsze plemiona wchodzące w skład Połabian to:
- Obodrzyce – tworzący związek obodrycki – oraz związani z nimi:
  - Bytyńcy,
  - Drzewianie,
  - Glinianie – główny gród Lenzen,
  - Morzyczanie,
  - Połabianie,
  - Reregowie (Obodrzyce właściwi),
  - Smolińcy,
  - Wagrowie – główny gród Starogard (ob. Oldenburg in Holstein),
  - Warnowie.

Zamieszkiwali terytorium północno-zachodniego Połabia.

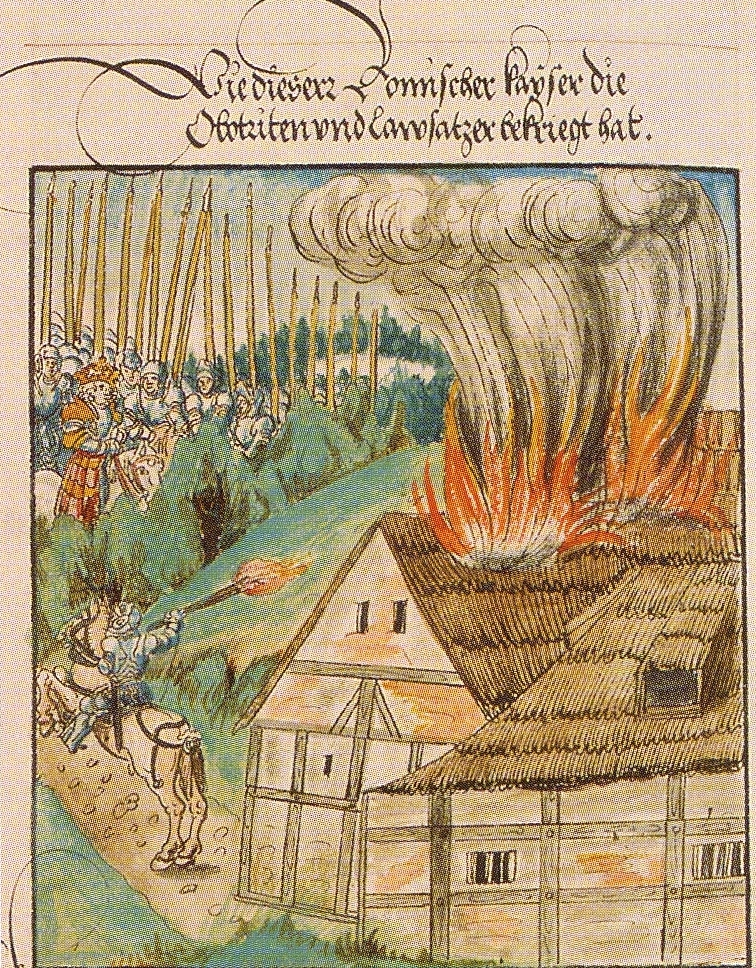
Dewastacja ziemi słowiańskiej w wyprawie Ottona III przeciw Obodrytom i Lucicom w 995, ilustr. w Chronik der Sachsen warsztatu Lucasa Cranacha

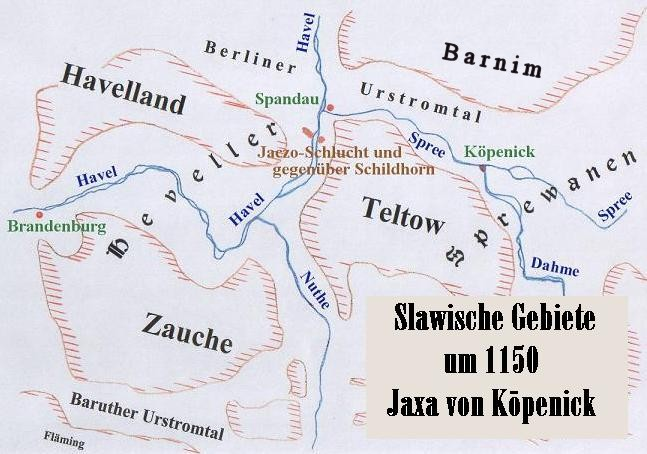
Osadnictwo słowiańskie na obszarze obecnego Berlina ok. 1150 r.

- Wieleci (określani od końca X wieku także jako Lucice) tworzący Związek Wielecki. W skład Wieletów wchodzili:
  - Czrezpienianie,
  - Chyżanie,
  - Doleńcy,
  - Doszanie,
  - Nieletycy z centralnym grodem Hobolin (ob. Havelberg),
  - Redarowie z głównym grodem w Radogoszczy,
  - Rzeczanie,
  - Sprewianie – główny gród Kopanica (ob. dzielnica Berlina Köpenick),
  - Stodoranie (Hawelanie) – główny gród Brenna (ob. Brandenburg) oraz Spandau,
  - Wkrzanie,
  - Zamczycy,
  - Ziemczycy.

Zamieszkiwali część środkową (dorzecze rzeki Sprewy i Hoboli) oraz część północno-zachodnią Połabia. Centrum polityczne Wieletów mieściło się w Radogoszczy.
- Serbowie łużyccy – związek plemion serbskich,
  - Głomacze-Dalemińcy,
  - Łużyczanie,
  - Milczanie,
  - Chutyzi,
  - Susłowie,
  - Kolędycze,
  - Żyrmunty,
  - Żytyczanie.

Zamieszkiwali na południu Połabia.
Inne plemiona:
- Ranowie zamieszkujący wyspę Rugia.

## Język Słowian połabskich

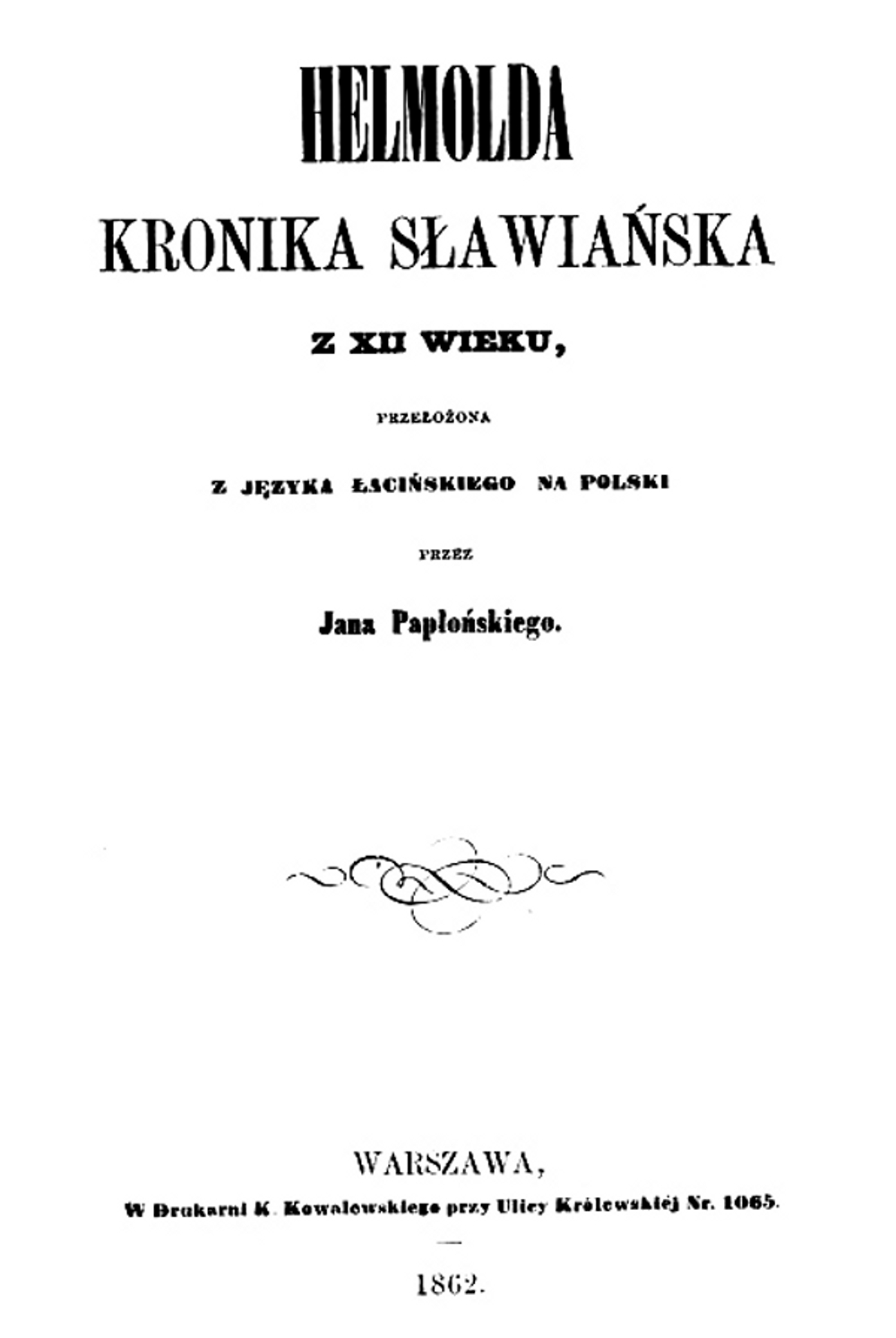
Kronika Słowian Helmolda wydana po polsku w 1862 w Warszawie w tłumaczeniu Jana Papłońskiego.

Słowianie połabscy posługiwali się językiem połabskim, spokrewnionym blisko z językiem pomorskim, polskim oraz czeskim (łącznie języki, wraz ze słowackim, tworzą grupę języków zachodniosłowiańskich).